# Joodse begraafplaats (Gees)
De Joodse begraafplaats van Gees is een begraafplaats aan de Jimmingveensweg waar de Joodse bevolking van Gees in Drenthe voor 1920 werd begraven.
De Joodse begraafplaats lag op betrekkelijk grote afstand van het dorp aan de Jimmingveensweg tussen de dorpen Gees en Oosterhesselen. In het dorp Gees woonde in de 19e eeuw een kleine Joodse bevolkingsgroep. Het waren nakomelingen van een Westfaalse koopman, wiens zoon zich rond 1830 in Gees vestigde.
Anno 2007 is er op de begraafplaats nog slechts één grafsteen te vinden. Het is de grafsteen van het echtpaar Mozes Simons en Selina Soosman en hun dochter Roosje Simons. Andere nazaten van de familie Simons-Soosman zijn al in het begin van de 20e eeuw naar het westen van het land getrokken en in de Tweede Wereldoorlog door de Duitsers in de vernietigingskampen Sobibór en Auschwitz vermoord.
Op de grafsteen valt te lezen:
 פט
Hier rust
Mozes Simon
Overl. te Gees 24 febr. 1919

Seline Soosman
Overl. te Gees 7 april 1887

Roosje Simons
Overl. te Gees 8 april 1914
 תנצבה
Gees viel onder de Joodse gemeenschap van Coevorden. Zowel het boek Pinkas als de website van het Joods Museum noemen de plaats Gees niet in hun lijsten.